# Eve Babitz
Eve Babitz (* 13. Mai 1943 in Hollywood, Los Angeles, Kalifornien; † 17. Dezember 2021 in Los Angeles) war eine US-amerikanische Künstlerin und Autorin.

## Biografie
Eve Babitz war die ältere der zwei Töchter der Künstlerin Mae und des Violinisten Sol Babitz. Ihr Vater hatte russisch-jüdische Vorfahren, ihre Mutter hatte frankophone Wurzeln im Süden der USA (Cajun). Ihre Eltern waren mit dem Komponisten Igor Stravinsky befreundet, der Eves Patenonkel war. Babitz besuchte die Hollywood High School.
Erste Bekanntheit erlangte Babitz durch ein Foto, das sie 1963 nackt beim Schachspiel mit Marcel Duchamp zeigt. Duchamp weilte anlässlich seiner Retrospektive im Pasadena Art Museum in Kalifornien; die Ausstellung fand unter der Leitung des Kurators Walter Hopps statt, mit dem Babitz zu jener Zeit ein Verhältnis hatte.
Babitz begann ihre Karriere als Künstlerin in der Musikindustrie, wo sie für Ahmet Ertegun bei Atlantic Records arbeitete. Sie entwarf unter anderem Schallplattencover für Linda Ronstadt, The Byrds und Buffalo Springfield. Ihr bekanntestes Cover war eine Collage für das Album Buffalo Springfield Again (1967).
Ihre Artikel und Kurzgeschichten erschienen in verschiedenen Magazinen, darunter Rolling Stone, The Village Voice, Vogue, Cosmopolitan und Esquire. Sie veröffentlichte mehrere Bücher, etwa Eve’s Hollywood (1974), Slow Days, Fast Company, Sex and Rage, Two By Two und Black Swans. Ihre Themen kamen aus der Kulturszene von Los Angeles in den 1960er bis 1980er Jahren. Dabei mischte sie Fiktion und Erlebtes. Sie wurde unter anderem mit Joan Didion und Colette verglichen.
Trotz ihrer literarischen Erfolge wurde sie in den Medien häufiger wegen ihrer Beziehungen zu bekannten Männern erwähnt, darunter Jim Morrison, Ed Ruscha, Steve Martin und Harrison Ford.
1997 wurde Babitz schwer verletzt, als sie sich im Auto eine Zigarre anzünden wollte und dabei ihre Kleidung in Brand setzte. Sie erlitt Verbrennungen dritten Grades an der Hälfte ihres Körpers. Da sie keine Krankenversicherung hatte, organisierten Freunde und Familie eine Spendenaktion, um ihre Arztrechnungen zu bezahlen.
Nach einem Artikel im Magazin Vanity Fair 2014 erlebte Babitz Neuauflagen ihrer Bücher. Am 17. Dezember 2021 starb sie in Los Angeles im Alter von 78 Jahren an der Chorea-Huntington-Krankheit.
2022 erwarb die Huntington Library in San Marino den Nachlass von Eve Babitz mit Entwürfen ihrer Bücher und Artikel, Originalkunstwerken, persönlichen Tagebüchern, Fotografien und über 500 Briefen.

## Werke (Auswahl)
- 1974: Eve's Hollywood. Delacorte Press/S. Lawrence New York, ISBN 0-440-02339-4
- 1977: Slow Days, Fast Company: The World, The Flesh, and L.A.: Tales. Knopf/Random House New York, ISBN 0-394-40984-1
- 1979: Sex and Rage: Advice to Young Ladies Eager for a Good Time. Novelle, Knopf New York, ISBN 0-394-42581-2
  - Sex Rage. Aus dem amerikanischen Englisch von Hanna Hesse.[5] S. Fischer Verlag Frankfurt a. M. Juni 2024, ISBN 978-3-10-397587-1
- 1980: Fiorucci, The Book. Harlin Quist/Dial/Delacorte New York, ISBN 0-8252-2608-2
- 1982: L.A. Woman. Linden Press/Simon & Schuster New York, ISBN 0-671-42086-0
- 1991: ROLL OVER ELVIS – THE SECOND COMING OF JIM MORRISON.[6] Essay, ursprünglich veröffentlicht im Esquire
- 1993: Black Swans: Stories. Knopf/Random House New York,  ISBN 0-679-40518-6
- 1999: Two by Two: Tango, Two-step, and the L.A. Night. Simon & Schuster New York, ISBN 0-684-83392-1
- 2019: I Used to Be Charming: The Rest of Eve Babitz. New York Review of Books, ISBN 978-1-68137-379-9